# Ольсберг
Ольсберг (нем. Olsberg) — город в Германии, в земле Северный Рейн-Вестфалия.
Подчинён административному округу Арнсберг. Входит в состав района Хохзауэрланд.  Население составляет 15 102 человека (на 31 декабря 2010 года). Занимает площадь 117,97 км². Официальный код  —  05 9 58 036.

## История
Первые укрепления в виде эскарпированной верхушки холма появились в раннем Гальштатском периоде. В письменных источниках первое известное упоминание в списке владений Людвига, графа Арнсбергского в 1281 году.
| Год  | Население |
| ---- | --------- |
| 1995 | 16 030    |
| 2000 | 16 349    |
| 2005 | 15 872    |
| 2010 | 15 223    |